# Amor prohibido (série télévisée, 1979)
Amor prohibido est une telenovela mexicaine diffusée en 1979 par Canal 2 (Televisa).

## Distribution
- Claudia Islas : Magda
- José Alonso : Juan Manuel
- Liliana Abud : Silvia
- Ignacio López Tarso : Arturo Galvan
- Saby Kamalich : Clara Galvan
- Emilia Carranza
- María Rojo
- Miguel Ángel Ferriz
- Nubia Martí
- María Sorté
- Sergio Goyri

## Autres versions

### Télévision
- Senda prohibida (1958), adaptation de Fernanda Villeli, dirigée par Rafael Banquells, produit par Jesús Gómez Obregón pour Telesistema Mexicano ; avec Silvia Derbez.

### Cinéma
- Senda prohibida (1961), avec Lilia Prado comme Nora, Le film a été dirigé par Alfredo B. Crevenna.